# ASUB Rugby Waterloo
ASUB Rugby Waterloo is een Belgische rugbyclub uit Waterloo.

## Historiek
De club werd opgericht in 1959 aan de Université libre de Bruxelles (ULB), waarnaar de letters ASUB (Association Sportive Universitaire Bruxelloise) verwijzen. In 1989 verhuisde de club naar haar huidige locatie in Waterloo. In haar bestaan werd de club 15x landskampioen en won ze 13x de Beker van België. Daarnaast werd 3x de Supercup gewonnen.

## Palmares
- Supercup: 2009, 2014 en 2015
- Landskampioen: 1965, 1968, 1969, 1978, 1979, 1980, 1984, 1986, 1987, 1988, 1989, 1994, 1998, 2013 en 2014
- Beker van België: 1968, 1979, 1984, 1985, 1986, 1987, 1988, 1991, 1992, 1994, 2001, 2009 en 2015
- Winnaar Championnat du Nord de la France: 1963